# Estrecho de Karimata
El estrecho de Karimata  es un estrecho marino que conecta el mar de China Meridional con el mar de Java, localizado entre las islas de Sumatra y Borneo, en Indonesia. 
El estrecho tiene una anchura de unos 207 km, desde la isla de Borneo a la de Belitung.  La isla de Belitung está a sí mismo separada por el estrecho de Gaspar de la isla de Bangka, ubicada al oeste. 
Bangka se encuentra próxima a la costa oriental de Sumatra, de la que la separa  el estrecho de Bangka. 
Las islas Karimata se encuentran en aguas del estrecho, al noreste de Belitung, cerca de Borneo.